# Sirpus zariquieyi
Sirpus zariquieyi is een krabbensoort uit de familie van de Pirimelidae. De wetenschappelijke naam van de soort is voor het eerst geldig gepubliceerd in 1953 door Gordon.